# Drypetes vitiensis
Drypetes vitiensis là một loài thực vật có hoa trong họ Putranjivaceae. Loài này được Croizat mô tả khoa học đầu tiên năm 1942.